# Ivo Polančič
Ivo Polančič - Ubo, slovenski partizan, športnik in glasbenik, * 9. september 1921, Libeliče, † 29. oktober 1941, Celje.

## Življenjepis
Ivo Polančič je od tretjega leta z mamo in bratom Lovrom živel v Mariboru. V šolskem letu 1935/36 je s prav dobrim uspehom končal 4. b razred I. deške meščanske šole, ki je imela prostore na Krekovi ulici 1. V Kranju se je izšolal za tekstilnega tehnika in se zaposlil v tekstilni tovarni Thoma. Postal je član komunistične partije Jugoslavije in ožji sodelavec Miloša Zidanška. Leta 1940 so ga zaprli, ker je delil letake s komunističnimi idejami. V začetku druge svetovne vojne 1941. leta je odšel med prvimi v partizane in se priključil Pohorski četi, ki je delovala v akcijah v Ribnici na Pohorju (15. avgust 1941), na Klopnem vrhu (17. september 1941), v Šoštanju (8. oktober 1941). S 1. štajerskim bataljonom se je bojeval na območju Brežic in kot kurir prihajal v Celje in Maribor. 29. oktobra 1941 je moral v Celje na javko, kjer se je v slaščičarni Golež sestal z Milošem Zidanškom. Izdana sta bila, Zidanšku je uspelo uiti, Iva pa so Nemci ujeli. Na poti v zapor jim je skušal pobegniti, a so nanj streljali in ga ubili.
Njegova mama, Julka Polančič se je svojega sina spominjala kot veselega fanta, ki je rad pel. Ivo je obiskoval tečaj za pevovodje, v gledališki skupini Vzajemnost je igral v igri Voda s planine in bil je član prvega Slovenskega športnega kluba Maribor. Imel je dekle, s katerim je njegova mati prijateljevala še po njegovi smrti.